# بول ليدوك (مخرج فلم)
بول ليدوك (11 مارس 1942 - 21 أكتوبر 2020)، هو مخرج أفلام مكسيكي.

## روابط خارجية
- Paul Leduc في قاعدة بيانات الأفلام على الإنترنت